# Ivraie
Pour les articles homonymes, voir Ivraie (homonymie).
Lolium
Genre
L'ivraie, Lolium, ou encore anciennement Zizanie, est un genre de poacées (graminée) soit sauvage, soit cultivée comme plante fourragère. Elle est originaire des régions tempérées chaudes d'Eurasie. Certaines espèces sont considérées comme des adventices.
Il existe une trentaine d'espèces du genre Lolium, appelé en anglais Ryegrass, d'où le terme de « ray-gras » ou « ray grass » sous lequel sont désignées en français les espèces les plus couramment cultivées.
Les principales espèces cultivées sont les suivantes :
- Lolium multiflorum, ivraie multiflore ou ray-grass d'Italie ,
- Lolium perenne, ivraie vivace ou ray-grass anglais.

Longtemps, l'ivraie enivrante, Lolium temulentum, a été prise comme la seule espèce d'ivraie dont les graines étaient toxiques à hautes doses, induisant à faible dose des effets comparables à l'ivresse. Or la découverte d'un champignon endophyte, vivant en parfaite symbiose avec Lolium / Lolium temulentum, par P. Guérin fut confirmée en tant qu'infection artificielle et fait régulièrement l'objet d'études approfondies,.

## Étymologie et références historiques
« Ivraie » vient du latin vulgaire ebriaca herba, de ebriacus, "ivre", reflétant les propriétés enivrantes attribuées à la plante, tandis que « zizanie » vient du grec ζιζάνιον - zizanion, un mot d'origine sumérienne (zizán, "blé") qui a pris le sens de division en grec, la plante étant considérée comme une « mauvaise herbe » semant la zizanie dans les champs de céréales. L'ivraie est documentée tant dans des sites archéologiques que dans les textes anciens (comme illustration dans la parabole du bon grain et de l'ivraie dans l'Évangile). Les graines de l'ivraie enivrante (appelée aussi herbe d'ivrogne) étaient souvent infestées par un champignon, Neotyphodium coenophialum (proche de l'ergot du seigle) qui produit des alcaloïdes toxiques, notamment la témuline, causant des vertiges lorsque la consommation de farine se trouve mêlée à cette plante.
Au IVe siècle av. J.-C., en Grèce antique, Théophraste indique « il y a des blés sans ivraie, comme ceux du Pont et d’Égypte. Celui de Sicile est relativement pur et surtout celui d’Agrigente n’est pas sujet à être mêlé d’ivraie », et au Livre IV de l'ouvrage, le compare à l'ὄρυζον. Une loi de taxation des grains promulguée à Athènes en -374/-373 dispose que le blé et l’orge devront être « exempts d’ivraie ». Il compare les écorces - celle de l'ivraie est formée d'une seule couche ; il dit plus loin que de grosses pluies peuvent changer le blé et l'orge en ivraie.
Pline explique que le malheur (infelix) de l'ivraie tient à la rapidité avec laquelle elle envahit un champ de blé, froment, entre autres.[réf. nécessaire] Virgile signale qu'elle abonde dans les champs et conseille au laboureur de se défaire de la « malheureuse (stérile) ivraie » (infelix lolium). Et de fait, 1/9 de farine d'ivraie dans la farine de blé empêche la fermentation du pain lors de la fabrication de la levure.[réf. nécessaire]
Galien confirme les vicissitudes épisodiques : « Quand l’année a pris un mauvais tour, l’ivraie pousse à foison dans le blé, et comme les paysans négligent de l’éliminer soigneusement au moyen de cribles spéciaux, vu la faible quantité totale de blé récolté, et les boulangers pareillement pour la même raison, aussitôt bien des gens souffrent de maux de tête ». 
L'ivraie est la « mauvaise herbe » utilisée dans la parabole du bon grain et de l'ivraie au chapitre 13 de l'Évangile de Matthieu pour décrire ce que le diable sème. Cette parabole donne en français l'expression « Séparer le bon grain de l'ivraie », de même que : « semer la zizanie » (le texte de l'évangile en grec utilise le mot zizanion pour l'ivraie). 
Une loi romaine réprime et interdit expressément de semer de l'ivraie dans le champ d'un ennemi (Digeste de Justinien, livre IX, tit 2, loi 27 alinéa 14). Cela témoigne que cette pratique de destruction devait être répandue. La parabole de l'Évangile fait donc référence à une situation connue des auditeurs du monde romain antique pour illustrer par analogie un message spirituel.

## Caractères généraux du genreLolium
Les ivraies sont des plantes herbacées généralement annuelles ou bisannuelles.

## Génétique
L'ivraie est naturellement diploïde avec 2n = 14. Elle est génétiquement proche du genre Festuca qui regroupe au moins trois cents espèces de poacées.

## Distribution
Ces plantes sont originaires des régions tempérées chaudes : Europe, Afrique du Nord, Asie occidentale et sous-continent indien. Les espèces cultivées ont été naturalisées dans toutes les régions tempérées du monde : elles réclament en général un climat doux, ensoleillé et relativement humide.

## Liste des espèces
Le genre Lolium comprend les vingt-huit espèces suivantes selon Plants of the World online (POWO) (24 juin 2021) :
- Lolium adzharicum (Tzvelev) Banfi, Galasso, Foggi, Kopecký & Ardenghi
- Lolium apenninum (De Not.) Ardenghi & Foggi
- Lolium arundinaceum (Schreb.) Darbysh.
- Lolium ×aschersonianum (Dörfl.) Banfi, Galasso, Foggi, Kopecký & Ardenghi
- Lolium atlantigenum (St.-Yves) Banfi, Galasso, Foggi, Kopecký & Ardenghi
- Lolium ×boucheanum Kunth
- Lolium ×brinkmannii (A.Braun) Banfi, Galasso, Foggi, Kopecký & Ardenghi
- Lolium canariense Steud.
- Lolium chayuense (L.Liu) Banfi, Galasso, Foggi, Kopecký & Ardenghi
- Lolium ×czarnohorense (Zapal.) Banfi, Galasso, Foggi, Kopecký & Ardenghi
- Lolium duratum (B.S.Sun & H.Peng) Banfi, Galasso, Foggi, Kopecký & Ardenghi
- Lolium ×elongatum (Ehrh.) Banfi, Galasso, Foggi, Kopecký & Ardenghi
- Lolium ×fleischeri (Rohlena) Banfi, Galasso, Foggi, Kopecký & Ardenghi
- Lolium font-queri (St.-Yves) Banfi, Galasso, Foggi, Kopecký & Ardenghi
- Lolium formosanum (Honda) Banfi, Galasso, Foggi, Kopecký & Ardenghi
- Lolium giganteum (L.) Darbysh.
- Lolium ×holmbergii (Dörfl.) Banfi, Galasso, Foggi, Kopecký & Ardenghi
- Lolium interruptum (Desf.) Banfi, Galasso, Foggi, Kopecký & Ardenghi
- Lolium ×krasanii (H.Scholz) Banfi, Galasso, Foggi, Kopecký & Ardenghi
- Lolium letourneuxianum (St.-Yves) Banfi, Galasso, Foggi, Kopecký & Ardenghi
- Lolium liangshanicum (L.Liu) Banfi, Galasso, Foggi, Kopecký & Ardenghi
- Lolium mairei (St.-Yves) Banfi, Galasso, Foggi, Kopecký & Ardenghi
- Lolium mazzettianum (E.B.Alexeev) Darbysh.
- Lolium mediterraneum (Hack.) Banfi, Galasso, Foggi, Kopecký & Ardenghi
- Lolium multiflorum Lam.
- Lolium perenne L.
- Lolium persicum Boiss. & Hohen.
- Lolium pluriflorum (Schult.) Banfi, Galasso, Foggi, Kopecký & Ardenghi
- Lolium pratense (Huds.) Darbysh.
- Lolium remotum Schrank
- Lolium rigidum Gaudin
- Lolium saxatile H.Scholz & S.Scholz
- Lolium scabriflorum (L.Liu) Banfi, Galasso, Foggi, Kopecký & Ardenghi
- Lolium ×schlickumii (Grantzow) Banfi, Galasso, Foggi, Kopecký & Ardenghi
- Lolium ×subnutans (Holmb.) Banfi, Galasso, Foggi, Kopecký & Ardenghi
- Lolium subulatum Vis.
- Lolium temulentum L.
- Lolium tuberosum (Romero Zarco & Cabezudo) Banfi, Galasso, Foggi, Kopecký & Ardenghi

Les espèces de Lolium sont très proches et s'hybrident facilement entre elles. Certaines peuvent s'hybrider également avec des espèces du genre Festuca.

## Utilisation
Plusieurs espèces ont une certaine importance en agriculture et horticulture, soit comme plantes fourragères, soit comme plantes à gazons d'agrément. Certaines sont aussi des mauvaises herbes, notamment adventices du blé et du lin.
La surface des terrains de tennis « gazonnés » est parfois constituée d'ivraie, notamment à Wimbledon.

## Dans la littérature et la culture populaire
- « À vouloir l'ivraie, on saccage le blé », proverbe peut-être inspiré par la parabole du bon grain et de l'ivraie dans les Évangiles (Matthieu 13:24-30).
- « Ma doctrine est en danger, l’ivraie veut passer pour bon grain » (F. Nietzsche dans Ainsi parla Zarathoustra, deuxième partie, l’enfant au miroir).
- Les enfants et les jeunes filles traditionnellement arrachaient les épillets alternés l'un après l'autre en disant « marirai, marirai pas » (je me marierai, je ne me marierai pas), aussi la plante était souvent appelée du « marierai-marierai-pas ».[réf. nécessaire]
- La mort de Daphnis aurait (selon « Ménalque et Mopsos », églogue 5 des Bucoliques de Virgile) entraîné l'infécondité de l'ivraie à la suite du retrait de Pales et d'Apollon des champs, après que « le destin eut ravi » le légendaire berger.

## Calendrier
Le 4e jour du mois de thermidor du calendrier républicain / révolutionnaire français est dénommé « jour de l’ivraie », généralement chaque 22 juillet du calendrier grégorien.

## Synonymes
Les genres suivants sont synonymes de Lolium selon Plants of the World online (POWO) (24 juin 2021) :
- Arthrochortus Lowe
- Bucetum Parn.
- Craepalia Schrank
- Crypturus Link
- Drymonaetes Ehrh.
- Gnomonia Lunell
- Loliola Dubois
- Micropyropsis Romero Zarco & Cabezudo
- Schedonorus P.Beauv.